# Танзанія на літніх Олімпійських іграх 1996
На XXVI літніх Олімпійських іграх, що проходили в Атланті у 1996 році, Танзанія була представлена 7 спортсменами (6 чоловіками та 1 жінкою) у двох видах спорту — легка атлетика та бокс. Прапороносцем на церемоніях відкриття і закриття Олімпійських ігор був бігун Ікаджі Салум.
Країна ввосьме за свою історію взяла участь у літніх Олімпійських іграх. Атлети Танзанії не завоювали жодної медалі.

## Бокс
Чоловіки
| Спортсмен             | Дисципліна | 1/32                              | 1/16               | Чвертьфінал        | Півфінал           | Фінал      | Фінал |
| Спортсмен             | Дисципліна | Суперник Результат                | Суперник Результат | Суперник Результат | Суперник Результат | Місце      |       |
| --------------------- | ---------- | --------------------------------- | ------------------ | ------------------ | ------------------ | ---------- | ----- |
| Раші Алі Гадь Матумла | до 63,5 кг | Філ Бодро (CAN) L 16-12           | не пройшов         | не пройшов         | не пройшов         | не пройшов |       |
| Гассан Мзонге         | до 67 кг   | Віталіюс Карпачяускас (LTU) L 9-1 | не пройшов         | не пройшов         | не пройшов         | не пройшов |       |

## Легка атлетика
Чоловіки
Трекові і шосейні дисципліни
| Спортсмен      | Дисципліна | Гіт       | Гіт   | Чвертьфінал | Чвертьфінал | Півфінал  | Півфінал | Фінал        | Фінал        |
| Спортсмен      | Дисципліна | Результат | Місце | Результат   | Місце       | Результат | Місце    | Результат    | Місце        |
| -------------- | ---------- | --------- | ----- | ----------- | ----------- | --------- | -------- | ------------ | ------------ |
| Марко Ггаву    | 10000 м    | 28:14.08  | 10 q  | Н/Д         | Н/Д         | Н/Д       | Н/Д      | 28:20.58     | 12           |
| Симон Квамунга | марафон    | Н/Д       | Н/Д   | Н/Д         | Н/Д         | Н/Д       | Н/Д      | 2:33:11      | 92           |
| Ікаджі Салум   | марафон    | Н/Д       | Н/Д   | Н/Д         | Н/Д         | Н/Д       | Н/Д      | 2:25:29      | 69           |
| Джуліус Сумайє | марафон    | Н/Д       | Н/Д   | Н/Д         | Н/Д         | Н/Д       | Н/Д      | не фінішував | не фінішував |

Жінки
Трекові і шосейні дисципліни
| Спортсмен        | Дисципліна | Гіт       | Гіт   | Чвертьфінал | Чвертьфінал | Півфінал   | Півфінал   | Фінал      | Фінал      |
| Спортсмен        | Дисципліна | Результат | Місце | Результат   | Місце       | Результат  | Місце      | Результат  | Місце      |
| ---------------- | ---------- | --------- | ----- | ----------- | ----------- | ---------- | ---------- | ---------- | ---------- |
| Рестітута Джозеф | 800 м      | 2:08.31   | 30    | не пройшла  | не пройшла  | не пройшла | не пройшла | не пройшла | не пройшла |